# Строганов, Александр Николаевич
Барон Алекса́ндр (Захарий) Никола́евич Стро́ганов  (1740 — 13 марта 1789) — действительный тайный советник, генерал-поручик, член Санкт-Петербургского Английского собрания (1774—1789).

## Биография
Представитель дворянского рода Строгановых. Младший (третий) сын барона Николая Григорьевича Строганова (1700—1758) и Прасковьи Ивановны Бутурлиной (1708—1758). Старшие братья — бароны Григорий и Сергей Николаевичи Строгановы.
Родился в 1740 году в Москве. В 1755 году в возрасте 15 лет поступил на военную службу в чине каптенармуса лейб-гвардии Измайловского полка. Впоследствии стал действительным тайным советником.
В 1762 и 1763 годах после раздела между тремя братьями отцовских имений Александр Строганов получил во владение часть в Усольских, Лёнвенских и Чусовских соляных промыслах (9 труб, 12 варниц, 9 амбаров), 6 сёл, Таманский и Кыновский заводы, 7985 крепостных мужского пола в Пермской провинции, а также в Переяславском, Великоустюжском, Дмитровском и Нижегородском уездах.
В декабре 1768 года купил у генерал-поручика П. Б. Пассека за 8000 рублей двор в Санкт-Петербурге на Новой Исаакиевской улице с каменным и деревянным строением.
В 1774 году получил чин генерал-майора и участвовал в заключительном этапе первой турецкой войны. С 1774 по 1789 год был членом Санкт-Петербургского Английского собрания.
В октябре 1781 года принимал участие в торжественном открытии Пермского наместничества и города Перми. Был владельцем Елизавето-Нердвинского(1781) и Екатерино-Сюзвенского (1789) заводов в Пермском наместничестве.
В 1782 году был произведён в генерал-поручики.
В марте 1789 года А. Н. Строганов скончался от водянки в Санкт-Петербурге и был похоронен на Лазаревском кладбище в Александро-Невской лавре.

## Семья и дети

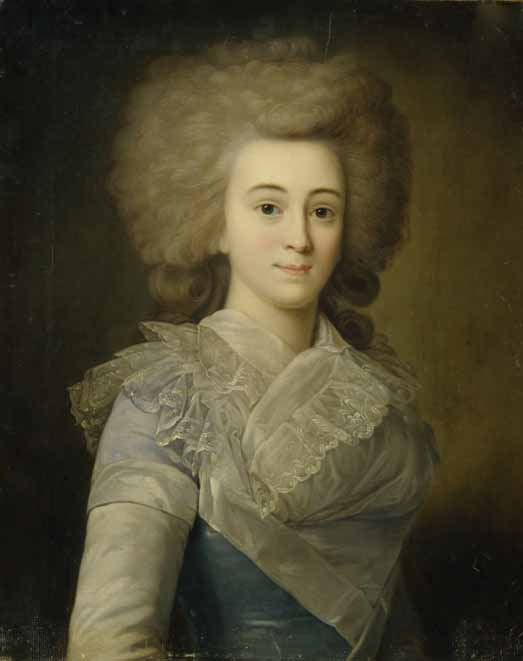
Баронесса Строганова

С 1762 года женат на Елизавете Александровне Загряжской (1745—28.12.1831), дочери генерал-поручика Александра Артемьевича Загряжского (1716—1786) и Екатерины Александровны Дорошенко (1720—?), внучки гетмана Петра Дорошенко. Баронесса Строганова была известной красавицей при дворе, она одна из первых в числе придворных дам, последовала примеру императрицы, позволила привить себе оспу. Умерла в Петербурге, похоронена в Александро-Невской лавре. В браке родились:
- Александр (ум. в млад.)
- Пётр Старший (ум. в млад.)
- Пётр Младший (ум. в млад.)
- Варвара (ум. в млад.)
- Николай (ум. в млад.)
- Екатерина (1769—1844), жена с 1787 года сенатора Ивана Александровича Нарышкина (1761—1841).
- Григорий (1770—1857), дипломат, посол в Испании, Швеции и Османской империи; с 1826 года граф.
- Елизавета (1779—1818), жена с 1795 года крупного русского промышленника, Николая Никитича Демидова (1773—1828).
- Александра (1780 — ум. в млад.)